# Donelson Caffery
Donelson Caffery, född 10 september 1835 i Franklin, Louisiana, död 30 december 1906 i New Orleans, Louisiana, var en amerikansk demokratisk politiker. Han representerade delstaten Louisiana i USA:s senat 1892–1901.
Caffery deltog i amerikanska inbördeskriget i Amerikas konfedererade staters (sydstaterna) armé. Han inledde 1867 sin karriär som advokat i Franklin och var också verksam som plantageägare. Han var delegat på Louisianas konstitutionskonvent år 1879.
Senator Randall L. Gibson avled 1892 i ämbetet och efterträddes av Caffery, som i sin tur efterträddes 1901 av Murphy J. Foster.
Cafferys grav finns på Franklin Cemetery i Franklin.